# WKP 5
Die schmalspurige Schlepptender-Dampflokomotive 5 der Wrzesińska Kolej Powiatowa (bis 1920 Wreschener Kreisbahn) wurde auf dem Schmalspurnetz der Kleinbahngesellschaft als Güterzuglokomotive eingesetzt. Sie wurden nach dem Zweiten Weltkrieg von den Polnischen Staatsbahnen (PKP) übernommen und zuerst als Px4 805, später als Px38-805 bezeichnet.
Die Lokomotive war auf mehreren Schmalspurbahnen der PKP mit einer Spurweite von 600 mm im Einsatz. Zuletzt war sie auf der Żnińska Kolej Powiatowa im Einsatz und betreibt seit dem Start des Schmalspurbahnmuseums Wenecja den Traditionsverkehr bei der Eisenbahn in Żnin zu dem Eisenbahnmuseum.

## Geschichte
Auf der Grundlage der Lokomotiven 25 und 26 der Wyrzyskie Koleje Powiatowe entstand 1938 bei Fablok in Chrzanów für die Wrzesińska Kolej Powiatowa eine Lokomotive mit leicht geänderten Parametern, ebenfalls unter der Werksbezeichnung W5A und mit der Fabriknummer 727. Die Lokomotive war ebenso wie die beiden für die Wyrzyskie Koleje Powiatowe hauptsächlich als Schlepptenderlokomotive konstruiert, konnte aber auch als Tenderlokomotive mit geringerer Reichweite eingesetzt werden. Die Lokomotive wurde nach dem Zweiten Weltkrieg von den PKP übernommen und 1947 als Px2-805 bezeichnet. 1961 erhielt sie die heutige Bezeichnung Px38-805. Nach der Umspurung der bisherigen Wrzesińska Kolej Powiatowa auf die Spurweite von 750 mm 1957 wurde die Lokomotive nach Białośliwie zu den Bydgosko-Wyrzyskie Koleje Dojazdowe umgesetzt, die weiterhin auf 600 mm verkehrte. Schon 1958 wurde sie nach Myszyniec zur Ostrołęcka Kolej Dojajazdowa weitergegeben. Als das dortige Netz 1973 geschlossen wurde, wurde sie wieder nach Białośliwie umgesetzt. 1983 gelangte sie zur Żnińska Kolej Dojazdowa, um dort im touristischen Verkehr zwischen Żnin und Gąsawa eingesetzt zu werden. Sie ist auch 2021 betriebsfähig.

## Konstruktion
Die Zweizylinder-Heißdampflokomotive wird von Kolbenschiebern gesteuert und besitzt eine Heusinger-Steuerung. Der Kessel besitzt einen Dampfdom und einen Sandkasten und hat neben dem Kessel einen Wasser- und einen Kohlenvorrat für den Betrieb ohne Schlepptender. Das Führerhaus besitzt in der Rückwand eine Tür, um die Kohlen vom Tender zur Lokomotive zu bringen. Der ursprünglich etwas kleinere Tender wurde bei einer Instandsetzung in Białośliwie gegen den etwas größeren Tender der WKP 25 und 26 mit mehr Fassungsvermögen getauscht.
Der Kessel hatte ursprünglich eine Feuerbüchse aus Kupfer, 1953 wurde diese durch eine aus Stahl ersetzt. Die Steuerung des Reglers und der Funkenfänger wurde bei der Gelegenheit mit geändert. Gespeist wird der Kessel über zwei Injektoren von Friedmann.
Die Räder sind im einfachen Blechrahmen gelagert und mit Blattfedern oberhalb der Achslager abgefedert. Die Lokomotive ist für einen Kurvenradius bis 30 m verwendbar. Sie besitzt eine Dampfbremse sowie eine Wurfhebelbremse. Die Bremsen wirken auf eine gemeinsame Welle, von der die ersten drei Achsen abgebremst werden. Ausgerüstet ist sie mit der Balancierhebelkupplung. Der Tender ist außerdem mit einer Handbremse ausgerüstet. Anfangs waren die Lokomotiven mit Petroleumbeleuchtung ausgerüstet, nach dem Zweiten Weltkrieg wurde diese gegen eine elektrische Beleuchtung mit einem Turbogenerator getauscht.